# З́
Das З́ (Minuskel: з́), ein з mit dem Diakritikon ´ (Akut), wird in der kyrillischen Schreibweise der montenegrinischen Sprache für den stimmhaften alveolopalatalen Frikativ /⁠ʑ⁠/ verwendet. In der lateinischen Schriftweise des Montenegrinischen entspricht dieser Buchstabe dem ź.